# 2679 Kittisvaara
2679 Kittisvaara (1939 TG) là một tiểu hành tinh vành đai chính được phát hiện ngày 7 tháng 10 năm 1939 bởi Yrjö Väisälä ở Turku.